# Feyenoord Rotterdam 2019-2020
Questa voce raccoglie le informazioni riguardanti il Feyenoord Rotterdam nelle competizioni ufficiali della stagione 2019-2020.

## Stagione
La stagione 2020-2021 fu la 112° dalla nascita del Feyenoord Rotterdam e la 98ª stagione consecutiva nel massimo campionato olandese, e la 64° consecutiva in Eredivisie. In questa stagione partecipò anche alla KNVB beker e alla UEFA Europa League, partendo dal 3º turno preliminare. Il Campionato fu sospeso alla 25ª giornata a causa degli effetti derivanti dalla pandemia da COVID-19.

## Maglie e sponsor
Lo sponsor tecnico per la stagione 2019-2020 fu Adidas, mentre lo sponsor ufficiale è Droomparken. La divisa casalinga è composta dalla classica maglietta bianca e rossa, con pantaloncini e calzettoni neri. Quella da trasferta prevede invece una maglia verde con maniche bianche, pantaloncini e calzettoni bianchi.
| Casa | Trasferta | Terza divisa |

## Rosa
In corsivo i calciatori ceduti durante la stagione  
| N. |                        | Ruolo | Calciatore               |
| -- | ---------------------- | ----- | ------------------------ |
| 1  | Paesi Bassi (bandiera) | P     | Kenneth Vermeer          |
| 1  | Paesi Bassi (bandiera) | P     | Justin Bijlow            |
| 2  | Paesi Bassi (bandiera) | D     | Bart Nieuwkoop           |
| 3  | Paesi Bassi (bandiera) | D     | Sven van Beek            |
| 4  | Paesi Bassi (bandiera) | D     | Jerry St. Juste          |
| 4  | Argentina (bandiera)   | D     | Marcos Senesi            |
| 5  | Paesi Bassi (bandiera) | D     | Ridgeciano Haps          |
| 6  | Paesi Bassi (bandiera) | D     | Jan-Arie van der Heijden |
| 7  | Paesi Bassi (bandiera) | C     | Luciano Narsingh         |
| 8  | Irlanda (bandiera)     | C     | Liam Kelly               |
| 8  | Paesi Bassi (bandiera) | c     | Leroy Fer                |
| 9  | Danimarca (bandiera)   | A     | Nicolai Jørgensen        |
| 10 | Paesi Bassi (bandiera) | A     | Steven Berghuis          |
| 11 | Svezia (bandiera)      | A     | Sam Larsson              |
| 14 | Scozia (bandiera)      | D     | George Johnston          |
| 15 | Paesi Bassi (bandiera) | D     | Tyrell Malacia           |
| 17 | Paesi Bassi (bandiera) | A     | Luis Sinisterra          |
| 18 | Turchia (bandiera)     | A     | Oğuzhan Özyakup          |
| 18 | Marocco (bandiera)     | D     | Yassin Ayoub             |

| N. |                        | Ruolo | Calciatore            |
| -- | ---------------------- | ----- | --------------------- |
| 19 | Slovacchia (bandiera)  | A     | Róbert Boženík        |
| 20 | Perù (bandiera)        | C     | Renato Tapia          |
| 21 | Paesi Bassi (bandiera) | P     | Nick Marsman          |
| 23 | Turchia (bandiera)     | C     | Orkun Kökçü           |
| 24 | Marocco (bandiera)     | A     | Naoufal Bannis        |
| 25 | Paesi Bassi (bandiera) | A     | Marouan Azarkan       |
| 27 | Paesi Bassi (bandiera) | D     | Rick Karsdorp         |
| 28 | Paesi Bassi (bandiera) | C     | Jens Toornstra        |
| 29 | Paesi Bassi (bandiera) | D     | Calvin Verdonk        |
| 30 | Paesi Bassi (bandiera) | P     | Ramón ten Hove        |
| 31 | Capo Verde (bandiera)  | P     | Elber Evora           |
| 32 | Portogallo (bandiera)  | D     | Edgar Ié              |
| 33 | Brasile (bandiera)     | D     | Eric Botteghin        |
| 34 | Paesi Bassi (bandiera) | A     | Dylan Vente           |
| 35 | Paesi Bassi (bandiera) | D     | Wouter Burger         |
| 36 | Svezia (bandiera)      | A     | Emil Hansson          |
| 37 | Paesi Bassi (bandiera) | D     | Achraf El Bouchataoui |
| 38 | Paesi Bassi (bandiera) | D     | Lutsharel Geertruida  |
| 44 | Paesi Bassi (bandiera) | D     | Denzel Hall           |

## Calciomercato

### Sessione estiva(dal 01/07 al 31/08)
| Acquisti         | Acquisti             | Acquisti     | Acquisti                 |
| R.               | Nome                 | da           | Modalità                 |
| ---------------- | -------------------- | ------------ | ------------------------ |
| D                | Marcos Senesi        | San Lorenzo  | definitivo (7 milioni €) |
| D                | George Johnston      | Liverpool    | definitivo (300 mila €)  |
| C                | Leroy Fer            | Swansea City | gratuito                 |
| C                | Luciano Narsingh     | Swansea City | gratuito                 |
| A                | Liam Kelly           | Reading      | gratuito                 |
| P                | Nick Marsman         | Utrecht      | gratuito                 |
| D                | Rick Karsdorp        | Roma         | prestito                 |
| D                | Edgar Ié             | Trabzonspor  | prestito                 |
| Altre operazioni |                      |              |                          |
| R.               | Nome                 | da           | Modalità                 |
| C                | Renato Tapia         | Willem II    | fine prestito            |
| D                | Wouter Burger        | Excelsior    | fine prestito            |
| D                | Bart Nieuwkoop       | Willem II    | fine prestito            |
| A                | Emil Hansson         | RKC Waalwijk | fine prestito            |
| C                | Mohammed El Hankouri | Groningen    | fine prestito            |

| Cessioni         | Cessioni             | Cessioni        | Cessioni                 |
| R.               | Nome                 | a               | Modalità                 |
| ---------------- | -------------------- | --------------- | ------------------------ |
| C                | Tonny Vilhena        | Krasnodar       | definitivo (9 milioni €) |
| D                | Jerry St. Juste      | Magonza         | definitivo (8 milioni €) |
| A                | Emil Hansson         | Hannover 96     | definitivo (400 mila €)  |
| P                | Joris Delle          | Orlando Pirates | gratuito                 |
| C                | Mohammed El Hankouri | Groningen       | prestito                 |
| D                | Calvin Verdonk       | Twente          | prestito                 |
| D                | Bart Nieuwkoop       | Willem II       | prestito                 |
| D                | Bart Nieuwkoop       | Willem II       | fine prestito            |
| A                | Dylan Vente          | RKC Waalwijk    | prestito                 |
| P                | Ramón ten Hove       | Dordrecht       | prestito                 |
| Altre operazioni |                      |                 |                          |
| R.               | Nome                 | da              | Modalità                 |
| A                | Robin van Persie     |                 | ritiro                   |
| C                | Jordy Clasie         | Southampton     | fine prestito            |
| D                | Cuco Martina         | Everton         | fine prestito            |

### Sessione invernale(dal 01/01 al 31/01)
| Acquisti | Acquisti        | Acquisti  | Acquisti                |
| R.       | Nome            | da        | Modalità                |
| -------- | --------------- | --------- | ----------------------- |
| P        | Róbert Boženík  | Žilina    | definiivo (4 milioni €) |
| C        | Oğuzhan Özyakup | Beşiktaş  | prestito (40 mila €)    |
| P        | Ramón ten Hove  | Dordrecht | fine prestito           |

| Cessioni | Cessioni              | Cessioni      | Cessioni                 |
| R.       | Nome                  | a             | Modalità                 |
| -------- | --------------------- | ------------- | ------------------------ |
| A        | Sam Larsson           | Dalian        | definitivo (5 milioni €) |
| D        | Yassin Ayoub          | Panathīnaïkos | gratuito                 |
| P        | Wouter Burger         | Excelsior     | prestito                 |
| D        | Liam Kelly            | Oxford Utd    | prestito                 |
| D        | Achraf El Bouchataoui | Dordrecht     | prestito                 |

## Risultati

### Eredivisie

#### Girone di andata
| Arbitro: | Makkelie |

|                            |           |                        |
| Berghuis 66’ Larsson 90+5’ | Marcatori | 49’ Rayhi 74’ Veldwijk |

| Arbitro: | Kamphuis |

|              |           |                     |
| Drešević 80’ | Marcatori | 45’ (rig.) Berghuis |

| Arbitro: | van Boekel |

|          |           |          |
| Haps 51’ | Marcatori | 9’ Issah |

| Arbitro: | Kamphuis |

|  |           |                                  |
|  | Marcatori | 39’ Boadu 50’ Stengs 83’ Idrissi |

| Arbitro: | Nijhuis |

|  |           |                     |
|  | Marcatori | 74’ (rig.) Berghuis |

| Arbitro: | Gözübüyük |

|                                                |           |                                |
| Karsdorp 7’ (rig.) Narsingh 21’ Fer 33’ (rig.) | Marcatori | 77’ (aut.) Ié 83’ (aut.) Tapia |

| Arbitro: | Higler |

|                                  |           |                                       |
| de Vos 21’ Peña 32’ Slagveer 59’ | Marcatori | 3’ Kökçü 12’ Berghuis 90+6’ Toornstra |

| Arbitro: | Makkelie |

|                                                              |           |                   |
| Berghuis 6’ Larsson 26’, 88’ Bijen 55’ (aut.) Sinisterra 67’ | Marcatori | 23’ Cantalapiedra |

| Arbitro: | van Boekel |

|                                     |           |                       |
| Ciss 2’, 34’ Harries 43’ Sambou 46’ | Marcatori | 27’ Haps 66’ Berghuis |

| Arbitro: | Manschot |

|               |           |                    |
| Toornstra 14’ | Marcatori | 63’ Kiomourtzoglou |

| Arbitro: | Gözübüyük |

|                                                   |           |  |
| Ziyech 3’ Tagliafico 7’ Neres 37’ Van de Beek 40’ | Marcatori |  |

| Arbitro: | Blom |

|  |           |                                             |
|  | Marcatori | 18’ N. Jørgensen 34’, 90+1’ (rig.) Berghuis |

| Arbitro: | Makkelie |

|                                         |           |                        |
| N. Jørgensen 25’ Larsson 40’ Senesi 85’ | Marcatori | 14’ Maatsen 19’ S. Sow |

| Arbitro: | Manschot |

|                      |           |                |
| Memišević 60’ (rig.) | Marcatori | 32’ Sinisterra |

| Arbitro: | Lindhout |

|              |           |  |
| Berghuis 23’ | Marcatori |  |

| Arnhem 8 dicembre 2019, ore 12:15 CET 16ª giornata | Vitesse    | 0 – 0 referto | Feyenoord | GelreDome (16 455 spett.)\| Arbitro: \| van Boekel \| |
| Arbitro:                                           | van Boekel |               |           |                                                       |

| Arbitro: | Lindhout |

|                                      |           |                |
| Berghuis 19’, 34’ (rig.), 64’ (rig.) | Marcatori | 84’ G. Pereiro |

#### Girone di ritorno
| Arnhem 22 dicembre 2019, ore 14:30 CET 18ª giornata | Utrecht    | 1 – 2 referto | Feyenoord | GelreDome (16 455 spett.)\| Arbitro: \| van Boekel \| |
| Arbitro:                                            | van Boekel |               |           |                                                       |

| Arbitro: | Mulder |

|                                     |           |             |
| Sinisterra 9’ N. Jørgensen 17’, 26’ | Marcatori | 31’ Veerman |

| Arbitro: | van Boekel |

|                   |           |                                            |
| Rossmann 19’, 78’ | Marcatori | 47’ Toornstra 53’ Sinisterra 57’ Botteghin |

| Arbitro: | van de Graaf |

|                                            |           |  |
| Özyakup 2’ N. Jørgensen 64’ Sinisterra 80’ | Marcatori |  |

| Arbitro: | Gözübüyük |

|                              |           |                                       |
| Thy 5’ (rig.) Van Duinen 11’ | Marcatori | 38’ Fer 51’, 65’ Berghuis 88’ Boženík |

| Arbitro: | Nijhuis |

|                                 |           |                    |
| Berghuis 52’ (rig.) Boženík 71’ | Marcatori | 63’ (rig.) Diemers |

| Arbitro: | Higler |

|           |           |               |
| Gakpo 47’ | Marcatori | 33’ Botteghin |

| Arbitro: | van Boekel |

|                                   |           |  |
| Toornstra 30’ Berghuis 35’ (rig.) | Marcatori |  |

### KNVB beker
| Arbitro: | Higler |

|                   |           |                                 |
| Maulun 75’ (rig.) | Marcatori | 67’ Berghuis 87’ (aut.) Schmidt |

| Arbitro: | Blom; van den Kerkhof |

|              |           |                               |
| Passlack 49’ | Marcatori | 43’ (aut.) Ciss 120’ Narsingh |

| Arbitro: | Higler |

|  |           |         |
|  | Marcatori | 15’ Fer |

| Arbitro: | Kamphuis |

|                                                                                          |           |               |
| Senesi 15’ Berghuis 20’ (rig.), 45’, 52’ (rig.) Boženík 23’ Haps 31’ Narsingh 88’ (rig.) | Marcatori | 47’ Van Hecke |

### UEFA Europa League

#### Terzo turno preliminare
| Arbitro: | Serhiy Boyko |

|                                                                     |           |  |
| Sinisterra 43’ K'obouri 82’ (aut.) Berghuis 85’ (rig.) Narsingh 88’ | Marcatori |  |

| Arbitro: | Sascha Stegemann |

|               |           |               |
| Shengelia 52’ | Marcatori | Botteghin 57’ |

#### Spareggi
| Arbitro: | Andris Treimanis |

|                          |           |  |
| Larsson 33’ Fer 56’, 78’ | Marcatori |  |

| Arbitro: | Gediminas Mažeika |

|  |           |                                   |
|  | Marcatori | 46’ Kökçü 52’ Berghuis 61’ Burger |

#### Fase a gironi
| Arbitro: | Antonio Mateu Lahoz |

|         |           |  |
| Ojo 24’ | Marcatori |  |

| Arbitro: | Sergej Karasëv |

|                            |           |  |
| Toornstra 49’ Karsdorp 80’ | Marcatori |  |

| Arbitro: | Jakob Kehlet |

|                                    |           |  |
| Assalé 14’ (rig.) Nsame 28’ (rig.) | Marcatori |  |

| Arbitro: | Paweł Gil |

|                     |           |               |
| Berghuis 18’ (rig.) | Marcatori | 71’ Spielmann |

| Arbitro: | Damir Skomina |

|                              |           |                  |
| Toornstra 33’ Sinisterra 68’ | Marcatori | 53’, 65’ Morelos |

| Arbitro: | Deniz Aytekin |

|                                        |           |                           |
| Díaz 14’ Malacia 16’ (aut.) Soares 34’ | Marcatori | 19’ Botteghin 22’ Larsson |

## Statistiche

### Statistiche di squadra
| Competizione  | Punti  | In casa | In casa | In casa | In casa | In casa | In casa | In trasferta | In trasferta | In trasferta | In trasferta | In trasferta | In trasferta | Totale | Totale | Totale | Totale | Totale | Totale | DR  |
| Competizione  | Punti  | G       | V       | N       | P       | Gf      | Gs      | G            | V            | N            | P            | Gf           | Gs           | G      | V      | N      | P      | Gf     | Gs     | DR  |
| ------------- | ------ | ------- | ------- | ------- | ------- | ------- | ------- | ------------ | ------------ | ------------ | ------------ | ------------ | ------------ | ------ | ------ | ------ | ------ | ------ | ------ | --- |
| Eredivisie    | 50     | 13      | 9       | 3       | 1       | 29      | 15      | 12           | 5            | 5            | 2            | 21           | 20           | 25     | 14     | 8      | 3      | 50     | 35     | +15 |
| KNVB beker    | Finale | 1       | 1       | 0       | 0       | 7       | 1       | 3            | 3            | 0            | 0            | 5            | 2            | 4      | 4      | 0      | 0      | 12     | 3      | +9  |
| Europa League | -      | 5       | 3       | 2       | 0       | 12      | 3       | 5            | 1            | 1            | 3            | 6            | 7            | 10     | 4      | 3      | 3      | 18     | 10     | +8  |
| Totale        | -      | 19      | 13      | 5       | 1       | 48      | 19      | 20           | 9            | 6            | 5            | 32           | 29           | 39     | 22     | 11     | 6      | 80     | 48     | +32 |

### Andamento in campionato
| Giornata  | 1 | 2  | 3  | 4 | 5 | 6  | 7  | 8 | 9 | 10 | 11 | 12 | 13 | 14 | 15 | 16 | 17 | 18 | 19 | 20 | 21 | 22 | 23 | 24 | 25 |
| --------- | - | -- | -- | - | - | -- | -- | - | - | -- | -- | -- | -- | -- | -- | -- | -- | -- | -- | -- | -- | -- | -- | -- | -- |
| Luogo     | C | T  | C  | T | C | T  | C  | C | T | C  | T  | T  | C  | T  | C  | T  | C  | T  | C  | T  | C  | T  | C  | T  | C  |
| Risultato | N | N  | N  | V | V | N  | P  | V | P | N  | P  | V  | V  | N  | V  | N  | V  | V  | V  | V  | V  | V  | V  | N  | V  |
| Posizione | 8 | 12 | 11 | 9 | 7 | 10 | 10 | 6 | 9 | 10 | 12 | 10 | 10 | 10 | 7  | 8  | 6  | 5  | 5  | 3  | 3  | 3  | 3  | 3  | 3  |

Legenda:

Luogo: C = Casa; T = Trasferta. Risultato: V = Vittoria; N = Pareggio; P = Sconfitta.